# 比叡山鉄道線

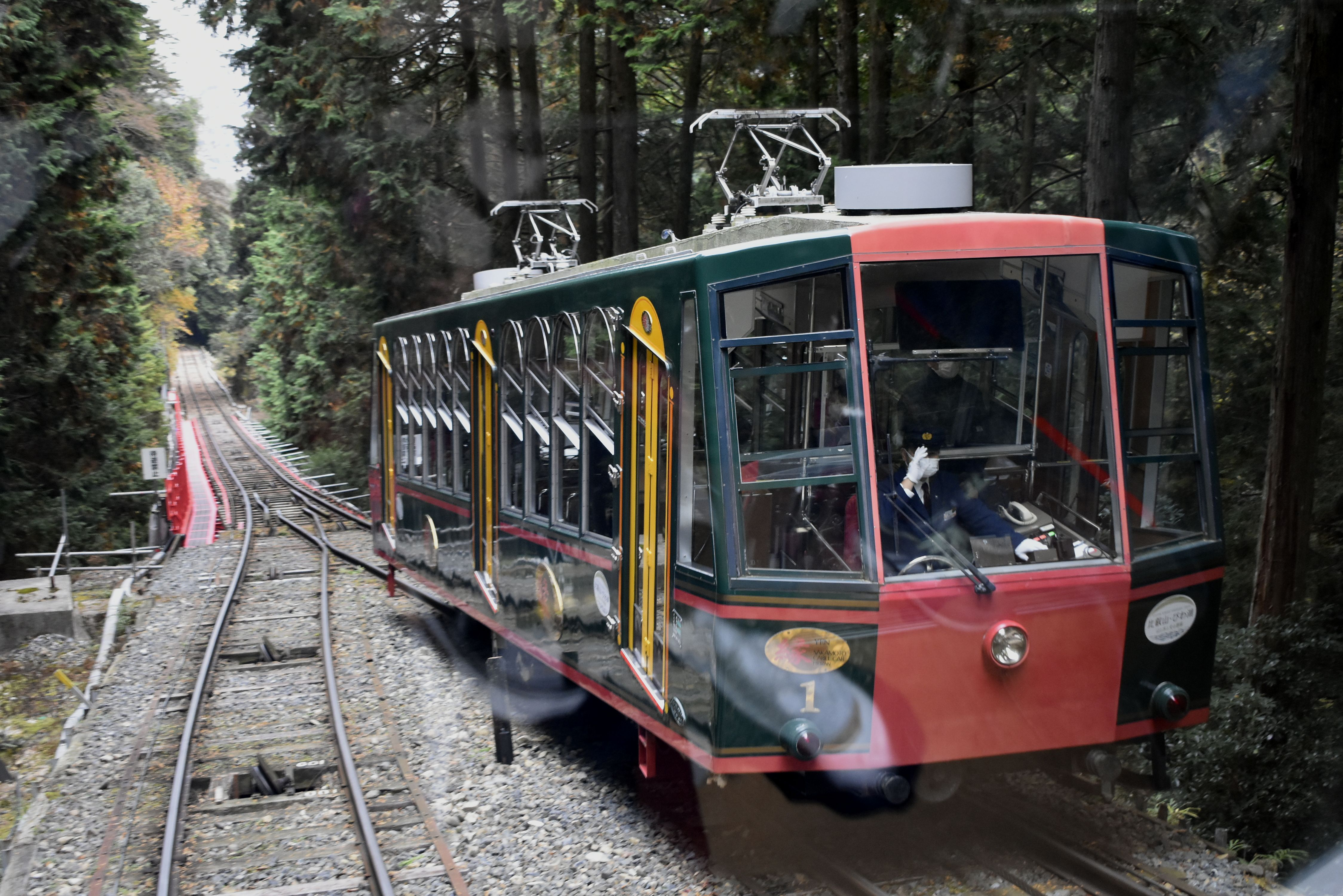
上りの1号車「縁」号

比叡山鉄道線（ひえいざんてつどうせん）は、滋賀県大津市のケーブル坂本駅からケーブル延暦寺駅に至る比叡山鉄道のケーブルカー路線である。

## 概要
比叡山延暦寺への東側のルートで、坂本ケーブルと呼ばれている。年末年始を除く冬期は、西側から比叡山頂を目指す鉄道のルートである叡山ケーブル・叡山ロープウェイ、そして、比叡山ドライブウェイを経由する比叡山ドライブバスのいずれもが運休するため、その期間中は通年営業の当路線が公共交通機関では唯一のルートとなる。
全長は2,025 mで、1966年に群馬県の伊香保ケーブル鉄道が廃止されて以来日本最長のケーブルカーとなっており、途中にほうらい丘駅ともたて山駅の2つの駅がある。車両は1993年から1号車の「縁」号と2号車の「福」号という愛称の付いた新車両が運行されている。また、ケーブル延暦寺駅、ケーブル坂本駅の両駅舎は、1927年の開業以来の建物で1997年に国の登録有形文化財に登録された。
車内照明や前照灯などの電源には、車内に搭載した蓄電池が使用されている（ケーブルカーは外部から車両を引っ張って運転するので動力のための電源の供給は必要ない）。従来は架線から電源を供給していたが、架線柱が1927年の開業以来のもので老朽化してきたことから、2006年に電源を蓄電池化し、架線からの電気で蓄電池の充電を行うケーブル延暦寺駅・ケーブル坂本駅の両駅構内を除いて2007年4月末までに架線を撤去した。これにより視界をさえぎる障害物が減少したほか、倒木などで架線が切れることがなくなり短時間での復旧が可能となった。役割を終えた架線柱のうちの1本は、その一部がケーブル坂本駅の入口わきにモニュメントとして保存されている。

### 路線データ
- 路線距離（営業キロ）：2.0 km
- 軌間：1,067 mm
- 駅数：4駅（起終点駅含む）
- 高低差：484 m
- 最大勾配：333‰(18°25′) 最小勾配：170‰（9°38′）

## 運行形態
30分間隔で運行される。ただし、紅葉シーズンなどの土曜・休日は15分間隔に増発される。所要時間は11分であるが、中間駅に停車した場合は少し所要時間が延びる。

## 運賃
運賃は距離の短い (0.3 km) ケーブル坂本駅 - ほうらい丘駅間及びケーブル延暦寺駅 - もたて山駅間用の運賃（大人片道120円）が用意されているほかは、他のすべての区間が大人片道870円に設定されている。大人片道870円の区間は往復割引運賃もある。乗車券は券売機で発売されたものも大きめの軟券タイプのもので、第253世天台座主山田恵諦の書いた「縁」と「福」の字が印刷されている。120円区間の切符は窓口だけで発売しており、軟券タイプの切符に「もたて山」または「ほうらい丘」と印刷される。なお、乗車券は記念品として自由に持ち帰ることができる。
なお、大人870円区間の乗車券で途中下車は当日中は自由にできるため、中間駅の片方あるいは両方に途中下車することが可能である。
普通運賃（2019年10月1日改定）
- ケーブル坂本駅 - ほうらい丘駅間 - 120円（小児60円）
- ケーブル延暦寺駅 - もたて山駅間 - 120円（小児60円）
- それ以外の区間（片道） - 870円（小児440円）
- それ以外の区間（往復割引） - 1660円（小児830円）

## 歴史
比叡山のケーブルカーは比叡登山軽便電軌鉄道が1912年（明治45年）5月7日に坂本村-比叡山根本中堂間に鋼索鉄道の免許状が下付されているが翌年には失効している。その後比叡山延暦寺への参詣、避暑などの観光目的に1919年（大正8年）には地元「大津電気軌道（現・京阪石山坂本線）」や京都・大阪の有力者が中心とした比叡山鋼索鉄道株式会社・叡山電気株式会社が施設を出願し競合していたが、1922年（大正11年）11月に「比叡登山鉄道株式会社」として3社が合同して出願し、1924年（大正13年）4月鉄道免許状が下付され10月に会社が創立された。社名は1926年（昭和元年）12月27日に「比叡山鉄道株式会社」に改められている。建設にあたり延暦寺からは土地は売却せず線路や駅舎用地は貸与する。山上駅は寺の浄域から離れたところとし線路は遠くから見えないようにする。貸した土地に茶店等を設ける時は寺の許可とし茶店での宿泊はさせない。という条件がつけられた。
1927年（昭和2年）の開業時、「日本名物東洋最大 坂本カラ比叡山中堂マデケーブルカー11分デ登レル」との絵地図つきのチラシが配られた。1929年（昭和4年）頃には西村宇一画による英文の案内が作られていたことから日本国内だけでなく国外からの観光客も想定していた。今も比叡山鉄道が所蔵している、ケーブルカー利用者の芳名録には山本権兵衛・犬養毅・近衛文麿などの名前が書かれている。
そして太平洋戦争がおこると1945年（昭和20年）3月には営業を休止させられ、叡山中堂駅（現在のケーブル延暦寺駅）近くの山上に特攻機射出カタパルトが建設されることになり5月には全施設が海軍に接収された。車両は資材運搬に客室を取り払って資材・特攻機桜花運搬用ケーブルカーとして使われたが、特攻機が投入される前に終戦を迎えたためカタパルトは一度も使用されること無く、戦後米軍の進駐前に破壊された。
終戦後、返還されたケーブルカーを旅客用に修復して1946年（昭和21年）8月に営業再開。のちに1号車「紫雲」・2号車「瑞雲」との名前がつけられた。そして1958年に鋼製の2代目車両に取り替えられた。さらに1992年（平成4年）9月より巻き上げ機の取り替え・3代目車両の導入など、大規模なリニューアル工事が行われ1993年7月24日にリニューアル工事が竣工した。

### 年表
- 1924年（大正13年）
  - 4月4日 - 比叡登山鉄道に対し鉄道免許状下付[14]
  - 10月 - 比叡登山鉄道株式会社設立[15]
- 1926年（昭和元年）12月27日 - 比叡登山鉄道から比叡山鉄道に社名変更届出[16]
- 1927年（昭和2年）3月15日 坂本駅（現在のケーブル坂本駅） - 叡山中堂駅（現在のケーブル延暦寺駅）間が開業[17]。
- 1945年（昭和20年）
  - 3月19日 - 不要不急線として旅客営業を休止[18]。
  - 5月 - 海軍に接収され、車両は比叡山に設置される特攻機射出用カタパルトへの特攻機運搬用の貨車に改造される[18]。
- 1946年（昭和21年）8月7日 - 運行再開[18]。
- 1949年（昭和24年） - 裳立山遊園地駅（現在のもたて山駅）開業[18]。
- 1958年（昭和33年） - 全鋼製の2代目車両に更新[18]。
- 1974年（昭和49年）1月15日 - 坂本駅をケーブル坂本駅に、裳立山遊園地駅をもたて山駅に、叡山中堂駅をケーブル延暦寺駅に改称[18]。
- 1984年（昭和59年）4月26日 - ほうらい丘駅開業[18]。
- 1992年（平成4年）9月 - 全面リニューアル工事が始まる[2]。
- 1993年（平成5年）
  - 6月1日 - 巻き上げ機・ケーブルカー車両取り替えのために全面運休に[2][18]。
  - 7月24日 - リニューアル工事竣工、営業再開[2]。3代目車両運行開始[2]。
- 2003年（平成15年）4月1日 - スルッとKANSAI対応カードで利用可能となる[19]。
- 2006年（平成18年） - 車内照明などの電源を蓄電池化。
- 2007年（平成19年）4月末 - 蓄電池の充電を行う駅構内を除き架線撤去完了。

## 駅一覧
全駅滋賀県大津市に所在。
| 駅名             | 駅間キロ | 営業キロ | 開業年 |
| ---------------- | -------- | -------- | ------ |
| ケーブル坂本駅   | -        | 0.0      | 1927年 |
| ほうらい丘駅     | 0.3      | 0.3      | 1984年 |
| もたて山駅       | 1.4      | 1.7      | 1949年 |
| ケーブル延暦寺駅 | 0.3      | 2.0      | 1927年 |

ケーブル坂本駅とケーブル延暦寺駅は駅員配置駅、ほうらい丘駅ともたて山駅は無人駅である。
ほうらい丘駅・もたて山駅は通常は全列車が通過する。これらの駅で降車するには乗車時にあらかじめ申告が必要である。また、乗車の場合は両駅のホームに設置されている連絡電話を使用する。ただし坂本および延暦寺をケーブルカーが発車済みの場合にはその便には乗車できず、1本後の便への乗車となる（ケーブルが動いていることで確認できる）。必ず次の便に乗車する時などは下車時に乗務員（車掌）にその旨を伝えておくことも可能である。なお、これらの駅での乗降は各方面とも進行方向一番前のドアから行う。

## 接続路線
- ケーブル坂本駅：京阪電鉄石山坂本線の坂本比叡山口駅まで連絡バス（江若交通）で4分、徒歩で約15分[26]。なお、連絡バスは坂本比叡山口駅を経由しJR湖西線比叡山坂本駅まで運行している。
- ケーブル延暦寺駅：比叡山ドライブバス・比叡山内シャトルバス・東塔停留所（坂本ケーブル口）まで徒歩10分。

## 関連文献
- 卯田卓矢「比叡山への鋼索鉄道建設における延暦寺の動向」『交通史研究』第84巻、交通史学会、2014年、40-59頁、doi:10.20712/kotsushi.84.0_40。